# Faiddi
Faiddi è il quarto album del gruppo musicale Agricantus, pubblicato in Italia nel 1999.

## Il disco
Il disco si avvale sia di registrazioni dal vivo che di successivi aggiustamenti in studio.

## Tracce
Testi e musiche sono degli Agricantus e di altri collaboratori.
1. Li vuci di l'omini
2. Istanbul uyurken (ost. Il bagno turco; ost. Steam)
3. Weltweit
4. Occhi chi nascinu
5. Hala hala
6. Azalai
7. Carizzi r'amuri
8. Sy e duar
9. Maarja
10. Amatevi (ost. I giardini dell'Eden)